# إميوني (تطبيق)
كان Immuni تطبيقًا مفتوح المصدر لتتبع المخالطين لمرض كوفيد-19، ويُستخدم لتتبع المخالطين رقميًا في إيطاليا، وتم رفضه في 31 كانون اول 2022، بعد انتقادات طويلة ومثيرة للجدل لكونه فاشلًا بسبب عدم الثقة التي وضعها المواطنون فيه.      في الواقع، تم تنزيل تطبيق Immuni COVID-19 لتتبع المخالطين من قبل 12% فقط من الإيطاليين الذين تتراوح أعمارهم بين 14 و75 عامًا (كانت الحكومة قد ذكرت سابقًا أنه لكي يعمل التطبيق بشكل صحيح، كان يجب أن يتم تنزيله من قبل 60% على الأقل من الإيطاليين).  إنه يستخدم نظام إشعار التعرض الخاص بـ Apple/Google . 
تم تطويره بواسطة Bending Spoons وتم إصداره من قبل وزارة الصحة الإيطالية في 1 حزيران 2020. بعد مرحلة الاختبار في 4 مناطق إيطالية ( أبروتسو ، بوليا ، ليغوريا ، ماركي )، بدأ التطبيق في العمل في جميع أنحاء البلاد في 15 حزيران 2020.  تم إصدار التطبيق في البداية على App Store وGoogle Play ، ومنذ 1 شباط 2021 أصبح متاحًا على Huawei AppGallery أيضًا
تم نشر الكود المصدر على GitHub في 25 مايو.  يعمل التطبيق في إيطاليا فقط، ولكن التوافق مع تطبيقات تتبع الاتصال الأوروبية الأخرى كان هدفًا.  منذ 19 أكتوبر 2020، يدعم التطبيق تبادلات المفاتيح مع بوابة التشغيل البيني للاتحاد الأوروبي ، وبالتالي فهو قادر على التواصل مع تطبيقات تتبع الاتصال في دول الاتحاد الأوروبي الأخرى. 
اعتبارا من 16 كانون الأول 2020، تم تنزيل التطبيق اكثر من 10 ملايين مرة، و هو رقم ارتفع ال 21882502 عملية تنزيل في اليوم السابق لأغلاق التطبيق. 
في 27 أيلول ، أعلنت وزارة الصحة الايطالية انه سيتم إيقاف التطبيق و البنية الأساسية الخاصة به في 31 كانون اول من نفس العام. 